# Łazory
Łazory – wieś w Polsce położona w województwie podkarpackim, w powiecie niżańskim, w gminie Harasiuki.
| SIMC    | Nazwa     | Rodzaj    |
| ------- | --------- | --------- |
| 0793302 | Mokrowola | część wsi |
| 0793319 | Suchowola | część wsi |

Jest to miejscowość turystyczna, otoczona lasami i rzeką. W pobliskim lesie w Suszce znajdują się pozostałości po okopach z okresu I wojny światowej.
Od 1863 do 1954 roku miejscowość ta jako gromada należała do dawnej gminy Sól powiatu biłgorajskiego, a od 1954 roku do 1975 należała do gminy Harasiuki powiatu biłgorajskiego w województwie lubelskim. W latach 1975–1998 miejscowość administracyjnie należała do województwa tarnobrzeskiego.
Wieś jest sołectwem w gminie Harasiuki. 
Wierni Kościoła rzymskokatolickiego należą do parafii Miłosierdzia Bożego w Harasiukach lub do parafii Nawiedzenia Najświętszej Maryi Panny w Starym Bidaczowie.